# زياد توما
زياد توما (1974  م) هو مخرج ومنتج وكاتب سيناريو لبناني كندي، ولد في بيروت ويقيم في مدينة مونتريال الكندية، وهو مؤسس شركة إنتاج الأفلام والتلفزيون والإعلام الرقمي Couzin Films.

## النشأة
تخرج زياد من برنامج الاتصالات بجامعة كونكورديا عام 199، حيث فاز فيلمه الطلابي "Dinner at Bubby's" بجائزة أفضل فيلم طلابي كندي في مهرجان مونتريال الدولي للأفلام القصيرة عام 1995، وقبل إنشاء Couzin Films، كان مديراً في MusiquePlus وMusiMax بين 1995 و2001.
شارك في الأفلام الوثائقية لسلسلة Made in Montreal لـ CTV وTV5 وأدار قصة وثائقية لـ MusiMax بعنوان On s'en va à Granby حول المواهب الموسيقية الجديدة.  وعمل كصحفي مستقل، حيث تحدث عن الاتجاهات في الثقافة الحضرية المحلية والدولية لبعض من أهم منشورات كيبيك مثل LaPresse وVoir وICI وClin d'Oeil وSummum. وصاغ زياد أيضًا عمودًا للتعليق الاجتماعي لأكثر من أربع سنوات في المجلة الشهرية Nightlife.

## فيلموغرافيا

### توجيه
- 1994: Dinner at Bubby's (فيلم قصير)
- 1998: Line-Up (فيلم قصير)
- 2002: 9 à 5: Une folle nuit مع René-Pierre Bélanger
- 2003: Kink (مسلسل تلفزيوني - 13 حلقة)
- 2003: Saved by the Belles (فيلم روائي طويل)
- 2005: Webdreams (مسلسل تلفزيوني)
- 2009: Chop Shop(مسلسل تلفزيوني - 13 حلقة)
- 2011: Dussault Inc. (مسلسل تلفزيوني - 16 حلقة)
- 2011: Dakar à Bandiagara (مسلسل تلفزيوني)

### إنتاج
- 2003: Saved by the Belles (منتج)
- 2007: Birthday Girl (منتج)
- 2008: Adam's Wall (المنتج التنفيذي) (المنتج)
- 2009: Chop Shop (مسلسل تلفزيوني - 13 حلقة) (منتج)
- 2010: Incendies (منتج مشارك)
- 2011: Dussault Inc. (مسلسل تلفزيوني - 16 حلقة) (منتج تنفيذي)

### كاتب السيناريو
- 1998: Line-Up خط المتابعة
- 2003: Saved by the Belles
- 2005:  Webdreams (مسلسل تلفزيوني)
- 2009: Chop Shop (مسلسل تلفزيوني - 9 حلقات) (منشئ)

### الافلام الوثائقية
- صنع في مونتريال
- 2007: On s'en va à Granby, a docu-roman

## جوائز وترشيحات
- في عام 2003، فاز فيلم FIS "Saved by the Belles" بجائزة «أفضل فيلم روائي» في مهرجان Inside Out Film and Video في تورونتو.
- في عام 2004، تم ترشيح نفس الفيلم لثلاث جوائز جيني عن «أفضل إنجاز في السينما» و «أفضل إنجاز في الإخراج الفني» و «أفضل إنجاز في الموسيقى - الأغنية الأصلية».

## روابط خارجية
- زياد توما على موقع IMDb (الإنجليزية)
- زياد توما على موقع ألو سيني (الفرنسية)
- زياد توما على موقع أول موفي (الإنجليزية)
- زياد توما على موقع قاعدة بيانات الفيلم (الإنجليزية)
- زياد توما على موقع كينوبويسك (الروسية)
- Couzin Films الموقع الرسمي
- Ziad Touma في قاعدة بيانات الأفلام على الإنترنت